# Devilman
Pour le film, voir Devilman (film).
 (octobre 2008).
Si vous disposez d'ouvrages ou d'articles de référence ou si vous connaissez des sites web de qualité traitant du thème abordé ici, merci de compléter l'article en donnant les références utiles à sa vérifiabilité et en les liant à la section « Notes et références ».
Autre
Devilman (デビルマン, Debiruman) est un manga de Gō Nagai, prépublié entre 1972 et 1973 dans le magazine Weekly Shōnen Magazine et publié en cinq volumes reliés par Kōdansha. Il fut adapté en dessin animé, OAV ainsi qu'en film d'animation et en film live-action.
Confidentielle en France, c'est une œuvre très connue de l'auteur au Japon. Deux éditions sont sorties en France, une première édition de Dynamic Visions sortie à partir du 24 août 1999 et une réédition sortie depuis le 17 juin 2015 aux éditions Black Box.

## Synopsis
Akira Fudô, jeune garçon froussard et peu sûr de lui, est incapable de défendre son amie agressée par des voyous. C'est alors que son ami d'enfance Ryô vient à son secours armé d'un fusil. Sa présence est tout sauf fortuite ; il est venu le chercher pour lui révéler sa terrible découverte : les démons existent et sont sur le point de se réveiller de leur prison polaire (l'enfer des glaces auquel Dante Alighieri avait assisté). 
Anciens habitants de la Terre, vivant auparavant dans une période de guerre perpétuelle où seule la loi du plus fort existait et où chaque jour apportait son lot de massacres, les démons commencent même à fusionner avec les hommes. Ce fut le cas du père de Ryô : grand chercheur devenu à moitié fou, il commença à massacrer leurs animaux domestiques avant de vouloir s'en prendre à son fils, puis décida finalement de mettre fin à ses jours en s'immolant par le feu tant qu'il lui restait un semblant de raison. 
Ryô avertit Akira : le seul moyen de combattre les démons sera d'en devenir un. Pressés par le temps et l'apparition des premiers démons, ils se retrouvent obligés d'organiser un sabbat, une messe noire comme l'explique Ryô à son ami incrédule et naïf. Mais sa résolution est prise, même si c'est au coût de sa vie ou de son humanité il deviendra un homme-démon, seul rempart de l'humanité contre cet ennemi préhistorique. 
Par la suite, Akira devra tout faire pour préserver son humanité. Sa foi en l'espèce humaine sera mise en doute par la panique générale qui sera créée par l'arrivée des démons, où une inquisition moderne s'érigera en protectrice de la société et où la délation sera devenue une méthode courante. 
Une atmosphère trouble de paranoïa, de haine et de méfiance rappelant les heures sombres de l'histoire humaine. L'homme saura-t-il faire front contre l'ennemi ou au contraire son propre égoïsme, sa propre peur et sa propre bêtise le conduiront-ils à sa destruction ?

## Analyse de l'oeuvre

### Genèse
La première œuvre du jeune créateur aura lieu dans une période assez particulière, 1968. La révolution des mœurs est en marche partout, en Europe ou aux États-Unis, mais aussi au Japon où les protestations des étudiants ou des intellectuels contre la guerre du Viêt Nam ou l'absence de respect de la nature se font particulièrement fortes.
C'est en cette période que naît un hebdomadaire qui connaîtra un succès sans cesse croissant : le Shōnen Jump. C'est Go Nagai qui lui apportera son premier grand succès, avec L'École impudique (le lycée dévergondé), œuvre où professeurs exhibitionnistes et lycéens pervers se côtoient. 
Œuvre nouvelle et particulièrement choquante pour l'époque, elle sera même considérée subversive par certains comme la PTA, association parentale pour la protection de la jeunesse qui accuse l'œuvre de pornographie, ou encore par certains professeurs qui n'apprécient pas du tout la critique très dure qui est faite du système scolaire. Mais les plaintes de la PTA ne pourront aboutir, car malgré la représentation de la nudité, la série est une œuvre comique et non érotique. Même certains de ses aînés mangakas apprécient très peu ses représentations d'une femme forte et non plus reléguée au rang de potiche. Ainsi, dès sa première œuvre, Go Nagai s'imposera comme un mangaka révolutionnaire assez mordant et cru qui provoque l'opprobre des biens-pensants. Alors que le public plébiscite l'œuvre, les plaintes incessantes troublent le jeune mangaka qui cauchemarde toutes les nuits. 

« Alors je décidai que ma prochaine BD serait destinée à un public plus adulte, et qu'elle mettrait en évidence ce côté sombre de la société : l'intolérance, les idées reçues, les à priori. C'est comme ça qu'est né Devilman.[réf. nécessaire] »

— Gō Nagai

### Une œuvre majeure
D'après Nagai :
« Je suis l'auteur de Devilman malgré tout pendant sa création, je me suis senti comme poussé par une force invisible. Il n'y a pas de justice dans la guerre, aucune guerre, il n'y a non plus aucune justification à ce qu'un être humain en tue un autre. Devilman porte un message de mise en garde, tandis que nous marchons vers un futur radieux. »
Satan étant tombé amoureux de Akira, cela donnera lieu à un amour et un combat aux conséquences apocalyptiques. Déchiré entre ses pulsions et son humanité, son amour pour la race humaine et son nouveau côté démoniaque, quels seront les choix d'Akira ? Sauvera-t-il l'humanité ? 
X, Parasite ou Berserk se sont bel et bien inspirés de la série. Il en est de même de la série de jeux vidéo Shin Megami Tensei.
Hideaki Anno, grand fan de l'œuvre de Nagai (il adaptera même Cutey Honey en film par la suite), avoue l'influence majeure qu'aura eu l'œuvre sur sa célèbre série Neon Genesis Evangelion, aussi bien pour l'ambiance apocalyptique que pour le savant mélange de références mythologiques et pour sa fin marquante.
Une œuvre culte qui a marqué des générations de japonais et posé les bases de l'horreur-fantastique dans les mangas. Elle offre une vision noire et pessimiste de la nature humaine mais a aussi apporté maturité au genre manga grâce à son traitement révolutionnaire de la sexualité et de la violence.

## Manga
Le manga Devilman est publié entre le 11 juin 1972 et le 24 juin 1973 dans le magazine Weekly Shōnen Magazine. Les chapitres sont ensuite compilés en cinq volumes reliés.
Un manga intitulé Shin Devilman (新デビルマン, Shin Debiruman) est prépublié entre mai 1979 et mai 1981 dans le Magazine Special de Kodansha. En France, à partir de l'édition sortie chez Black Box en 2015, ce tome bonus est inclus dans la série mère, et porte le numéro 3.

## Anime

### Séries télévisées
- 1972-73 : Devilman. Adaptation du manga Devilman en série télévisée de 39 épisodes.
- 2018 : Devilman Crybaby. Série originale Netflix, réalisée par Masaaki Yuasa au sein du studio Science SARU[2].

### Film d'animation
- 1973 : Mazinger Z VS Devilman (マジンガーＺ対デビルマン, Majingâ Zetto tai Debiruman?).

### OAV
Un premier OAV intitulé Devilman: The Birth (デビルマン 誕生編, Debiruman Tanjō Hen) est sorti le 1er novembre 1987 au Japon. Il est suivi par Devilman: Demon Bird Sirène (デビルマン 妖鳥シレーヌ編, Debiruman Yōchō Shirēnu Hen) le 25 février 1990.
Un troisième OAV où Akira affronte son côté démoniaque sort le 24 mai 2000 sous le nom de Amon: The Apocalypse of Devilman.
Trois OAV crossover avec Cyborg 009, intitulé Cyborg 009 Vs. Devilman, sont sortis le 11 novembre 2015 au Japon. Ils sont diffusés en streaming sur Netflix à partir d'avril 2016.

## Film
Devilman est un film japonais réalisé par Hiroyuki Nasu (en), sorti le 9 octobre 2004.

### Synopsis
Depuis des siècles, les démons ont dominé la Terre. Finalement emprisonnées dans la glace, ces forces démoniaques attendent patiemment la venue de l'Armageddon, lorsque Satan apparaîtra et les mènera à la victoire. Avec la fonte des glaces, la situation semble menaçante pour la Terre, mais grâce à son cœur pur, Akira est capable d'exploiter la puissance du démon Amon et devient alors Devilman. En utilisant ses nouvelles capacités, il se bat pour l'humanité. Mais alors que les démons reviennent, où se trouve Satan ?

## Séries dérivées
Un récit alternatif de Devilman, intitulé Devilman Lady, est publié entre 1997 et 2000 par Kōdansha. Il est adapté en anime entre 1998 et 1999.
Egalement, le manga Violence Jack prend place dans un futur post-apocalyptique et reprend des éléments de Devilman. Jack est un géant qui combat la tyrannie du Slum King. Si celui-ci a comme esclaves Ryo Asuka et Miki Makimura, ce n'est pas un hasard : Slum King est en fait une incarnation de Zenon et Violence Jack une des trois incarnations de Akira Fudô (les autres étant un enfant et une femme, qui apparaissent parfois sous forme d'oiseaux brillants). Le chapitre final de Violence Jack révèle en fait que ce monde post-apocalyptique est un monde re-créé. Satan (Ryo Asuka) est puni en étant continuellement humilié par le Slum King (Zenon). Il est adapté en trois OAV :
- 1986 : Violence Jack (Harem/Harlem Bomber)

La bande du Harlem Bomber capture des jeunes filles afin d'en faire des esclaves sexuelles. Le capitaine du Harlem Bomber reconnait son ancienne fiancée parmi l'une d'entre elles et pour pouvoir partir libre avec elle, doit tuer Violence Jack.
- 1988 : Violence Jack 2 (Evil Town).

6 mois après un cataclysme ayant dévasté la ville de Tokyo, les derniers survivants regroupés dans trois secteurs A B et C tentent de rejoindre la surface. Les habitants du secteur A découvrent en creusant un géant nommé Violence Jack.
- 1990 : Violence Jack 3 (Hell's Wind (Hen)).

Un groupe de motards sème la terreur et la désolation sur leur sillage. Une de leurs victimes parvient cependant à survivre et jure de se venger.

## Autres médias
Plusieurs romans et jeux vidéo Devilman sont publiés au Japon.

### Documentation
- Paul Gravett (dir.), « De 1970 à 1989 : Devilman », dans Les 1001 BD qu'il faut avoir lues dans sa vie, Flammarion, 2012 (ISBN 2081277735), p. 344.